# モービル湾の海戦
モービル湾の海戦（モービルわんのかいせん、英:Battle of Mobile Bay）は、南北戦争中1864年8月5日に行われた海戦である。デヴィッド・ファラガット海軍少将が指揮する北軍艦隊が、陸軍の支援も受けて、フランクリン・ブキャナン提督の指揮する小さな南軍艦隊と、モービル湾入口を守っていた3つの砦を攻撃した。
この戦闘はファラガットの無謀とも言える機雷原を突入するという決断で様相が変わった。その機雷によって鉄装甲のモニター艦が1隻沈没させられたばかりの決断だった。北軍艦隊は機雷原を通過し、海岸にある南軍砦の大砲射程範囲からも逃れた。その後南軍艦隊を装甲艦のCSSテネシー1艦まで減らした。しかしテネシーは退却せず、北軍艦隊全部を相手に戦った。テネシーの装甲は優れたものであり、受けた砲弾によるよりも敵艦に与えた損害の方が多かったが、数の不利までは覆せなかった。
テネシーは最終的に動けない船体となり、北軍艦隊に反撃することもできなくなった。その後艦長が降伏して戦闘は終わった。海軍の支援が無くなった陸上の3つの砦も数日中に降伏した。モービル湾下流部全体の支配権が北軍に移った。
モービルはミシシッピ川より東のメキシコ湾岸で南軍が支配していた最後の重要港であり、それが閉鎖されたことで、北軍による海上封鎖の最終仕上げとなった。
北軍はこの戦いに勝利することで、アメリカ連合国に残された3つの海港（他の2つはジョージア州サバンナとノースカロライナ州ウィルミントン）のうちの1つを封鎖したことに加え、陸上では同時期にアトランタを占領しており、北側の新聞で大々的に扱われ、3か月後に予定されたエイブラハム・リンカーンの再選に大きな弾みが付いた。

## モービル市とモービル湾

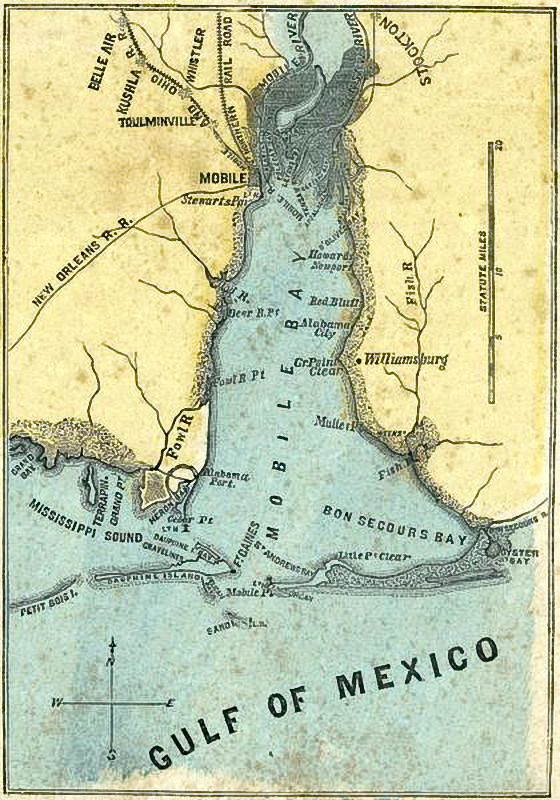
1861年のモービル湾図、下左にドーフィン島のゲインズ砦、湾入口の東岸にモーガン砦が見られる

モービル市はモービル湾最奥部近くにあり、モービル川とテンソー川が合流してメキシコ湾に注ぐ、天然の良港だった。湾の長さは約33マイル (53 km)、下流部の最大幅は約23マイル (37 km) である。下流部は浚渫を行わなくても外洋船が通ることのできる水深があったが、ドッグ川河口より上流は浅くなって、喫水の深い船舶はモービル市に近づけなかった。
湾口の東は細長い砂州のモービル・ポイントがあり、ボンセカー湾とメキシコ湾を分け、ボンセカー川が注いでいる。この陸地はモービル湾に入る海峡で終わっており、平和な時代に外敵からモービルを守るためにアメリカ合衆国政府が砦を築いていた。
海峡を挟んで西側は、ドーフィン島に始まる一連のバリア諸島に続いている。ドーフィン島の北西にリトルドーフィン島があり、一連の小さな島の間にモービル湾に入る2つめの海峡、グラントの海峡がある。ドーフィン島の南にも幾つかの小島や浅瀬があり、モービル湾入口より南10マイル (16 km) ほどの主水路となっている。
開戦初期にアメリカ連合国政府は海岸全体を守ることはしないことに決めたが、守備を最も重要な港と港湾の幾つかに集中させることにした。1862年4月にニューオーリンズ港を失った後は、メキシコ湾東部でモービルが唯一の守るべき主要港となった。
モービル市はその後、メキシコ湾における封鎖破りの中心になった。アメリカ連合国とハバナなどカリブ海の港との貿易の大半はモービルを通じて行われた。封鎖を破る試みが数回行われたが、その効果を継続させられるほと大きなものでは無かった。この戦争で北軍海軍を最も当惑させた出来事は、1862年9月4日に襲撃艇CSSフロリダが封鎖を破ってモービル湾に入ったことであり、さらに1863年1月15日にはフロリダの湾からの脱出を許していた。
西メキシコ湾封鎖戦隊の戦隊長デヴィッド・ファラガットはその指揮を任された時に、モービル市とニューオーリンズ市を占領する指示を含めた命令を受けていたが、初期はミシシッピ川下流への作戦に忙殺され、モービル市と港は注目されていなかった。それが変わったのは1863年にヴィックスバーグが陥落してからだった。
北軍戦略の遅延に乗じて、南軍は湾入口のモーガン砦とゲインズ砦を強化することで、モービル湾の守りを固めた。さらにより小さなパウエル砦を建設してグラントの海峡の水路を守った。グラントの海峡は柱など障害物でも守られ、それが潮流をヘロン海峡に逸らせる効果があった。

## 参加した戦力

### 南軍の守り

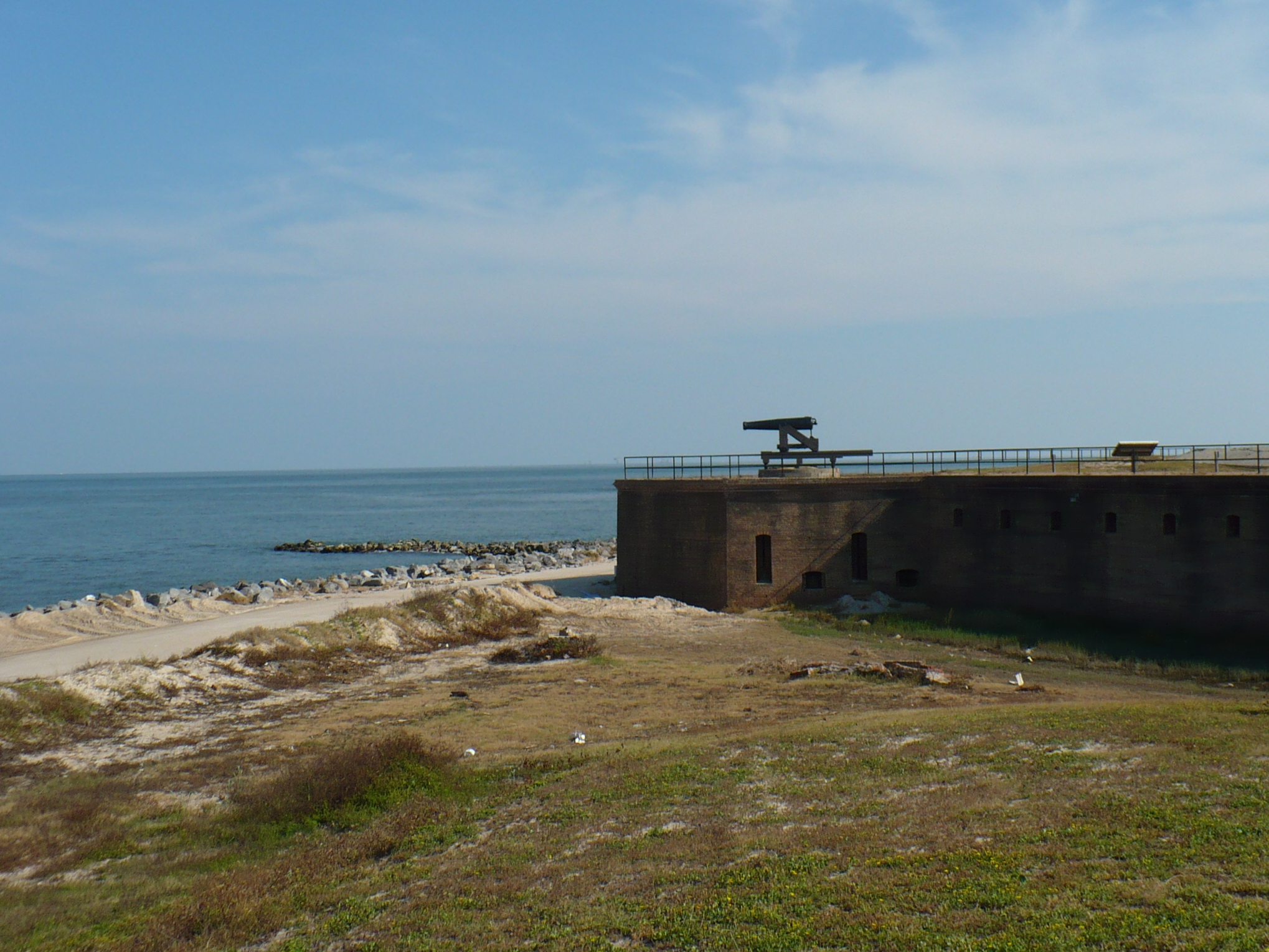
ゲインズ砦

#### 陸軍
- アラバマ・ミシシッピ・東ルイジアナ軍管区、ダブニー・モーリー少将
  - モーガン砦、リチャード・ペイジ准将
  - ゲインズ砦、チャールズ・D・アンダーソン大佐
  - パウェル砦、ジェイムズ・M・ウィリアムズ中佐

モービル市とモービル湾はダブニー・モーリー少将が指揮するアラバマ・ミシシッピ・東ルイジアナ軍管区に入っていた。モービル市には軍管区本部があったが、モーリーは湾口にある砦を直接指揮は執らず、この海戦やそれに続く包囲戦のときもモービルに居なかった。指揮官代理はリチャード・L・ペイジ准将に委ねられていた。
モービル湾を守る南軍の主要なものは3つの砦だった。モーガン砦は1834年に建設された石造り構造だった。46門の大砲が置かれ、そのうち11門は施条砲だった。守備兵は約600人だった。
モーガン砦から海峡を隔てたドーフィン島にはゲインズ砦があり、大砲は26門、守備兵は約600人だった。ペイジが居ないときはチャールズ・D・アンダーソン大佐が指揮した。
湾の西端にはパウェル砦があり、3つの砦の中では一番小さく、大砲は18門、守備兵は約140人だった。ペイジが居ないときはジェイムズ・M・ウィリアムズ中佐が指揮した。3つの砦は全て後方からの攻撃には大砲が守られていないという欠陥があり、さらにパウェル砦とゲインズ砦には適切な柵が無かった。
守備兵の数は、実際に戦闘可能だった数字を示しているわけではない。戦況は下降線を辿っており、兵士達の士気が悪いという報告がなされていた。その質を判断するのは難しいが、少なくともこの海戦における守備兵のお粗末な対応を一部説明できる。
南軍のガブリエル・J・レインズが指揮する機雷管理局は、この受動的な武器を使って防御としていた。機雷管理局の兵士は湾口に67の機雷を配置した。海峡の東側に機雷の無い隙間があり、封鎖破りやその他友好的な船舶が港に出入りできるようにしていた。機雷原はブイで表示されており、北軍指揮官のファラガットはそれを良く知っていた。機雷の目的は必ずしも敵艦を沈めるためだけではなく、敵船がモーガン砦とその砲台の方向に舵を切るよう仕向けることが重要だった。

#### 海軍
鉄装甲艦1隻

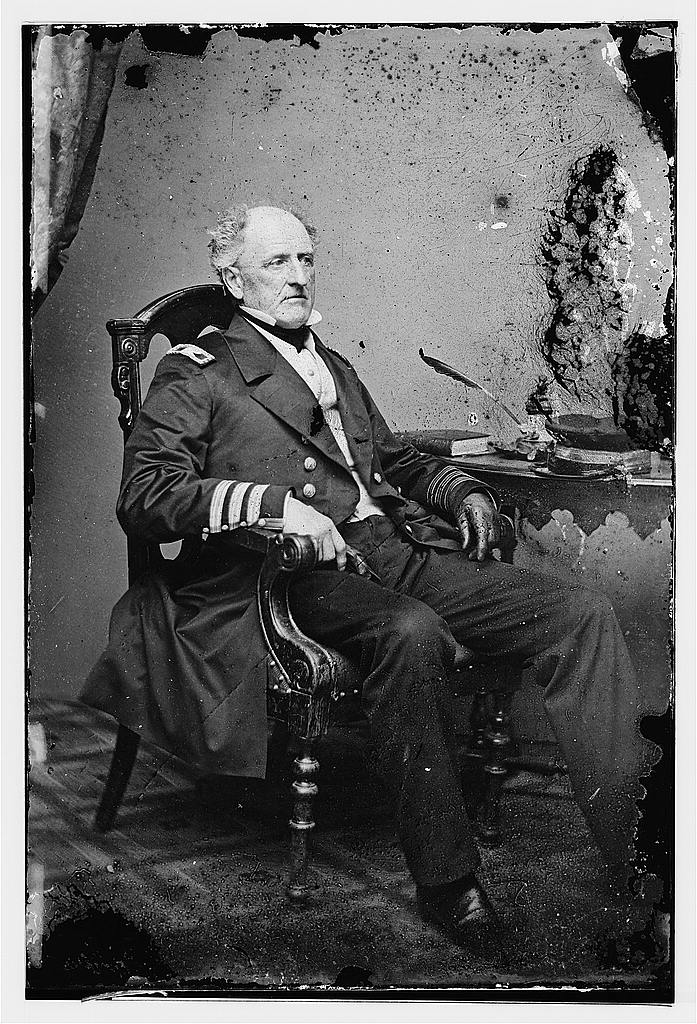
フランクリン・ブキャナン提督

- CSSテネシー、1273トン、鉄装甲衝角艦、ブキャナンの旗艦

砲艦3隻
- CSSモーガン、863トン側外車砲艦、大砲6門搭載
- CSSゲインズ、863トン側外車砲艦、大砲6門搭載
- CSSセルマ、320トン側外車砲艦、大砲4門搭載

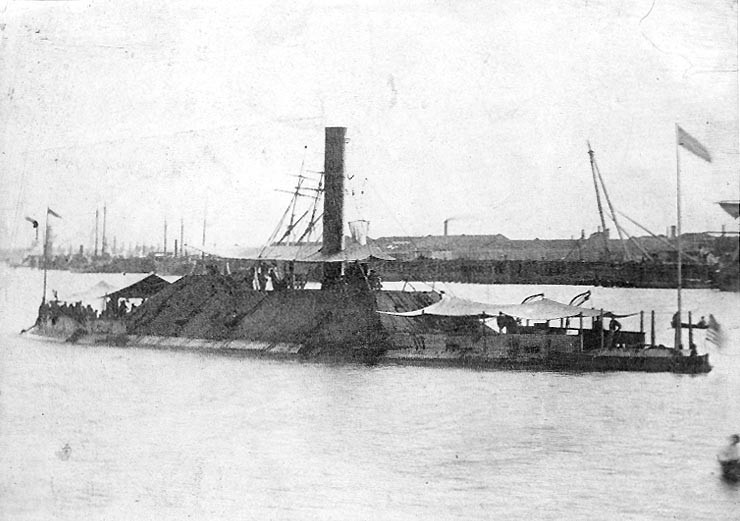
CSSテネシー、鉄装甲衝角艦、大砲6門搭載
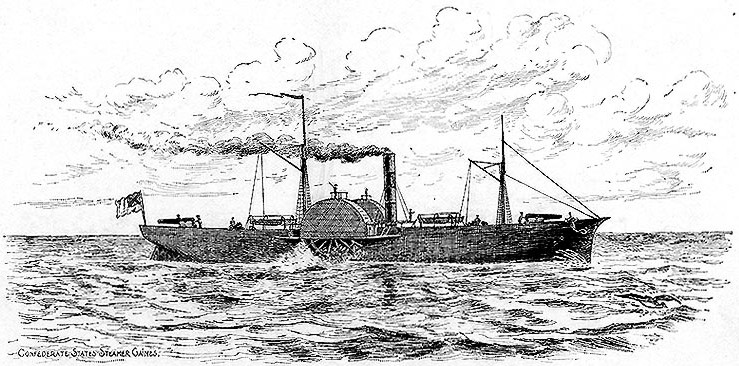
CSSゲインズ、側外車砲艦、大砲6門搭載

南軍の海軍も与えられた時間を防御の改善のために使った。湾内には伝統的な種の小さな側外車砲艦3艦がいた。これに加えて鉄装甲衝角艦CSSテネシーがおり、搭載大砲は6門だけだが、その装甲によって遙かに強力な戦闘艦だった。
テネシーはアラバマ川沿い、セルマの町近くで建造された。その大砲はケイツビー・アップ・ロジャー・ジョーンズ海軍中佐の指示で造られていた。ロジャーズは1862年3月9日の有名なハンプトン・ローズ海戦で、北軍のUSSモニターと戦った南軍の装甲艦CSSバージニアを指揮していた。ハンプトン・ローズ海戦の初日、フランクリン・ブキャナン提督がバージニアを指揮していたが負傷した。ブキャナンはその日の働きで南軍では初の提督に昇進した。そのブキャナンがこのモービル湾で小さな戦隊を指揮した。
テネシーはその機械類や大砲を装備する前にモービル湾に進水し、その後に完成された。完工してからは、ドッグ川砂州を横切りモービル湾下流に入る必要があった。テネシーの喫水は13フィート (4 m) あり、砂州の水深は満潮時でも9フィート (3 m) だったので、砂州を通すためには造船所で「キャメル」と呼ばれた一組のケーソンを造る必要があった。これらのケーソンを船腹に取り付けて水を抜き、かろうじて砂州を通過するだけ浮き上がらせた。1864年5月18日、テネシーは無事モービル湾下流に入った。
テネシーは南軍がモービル湾下流に投入した唯一の装甲艦だったが、他にも建艦計画はあった。ブキャナンは8艦は欲しいと思った。その中には1対の浮き砲台があり、それで北軍の海上封鎖を破り、ペンサコーラを攻撃し、さらにはニューオーリンズ港の奪還まで考えていた。しかし、南部の製造と輸送の施設ではこの大がかりな計画に対応できなかった。計画されていた艦隊の一部は、モービル湾下流が奪われた後にモービル市を守るべく完成したが、最も必要な時にはそこに居なかった。それでもファラガットが海上封鎖を維持しようという作戦に緊急性を与えることになった。

### 北軍

#### 海軍
木造艦14隻

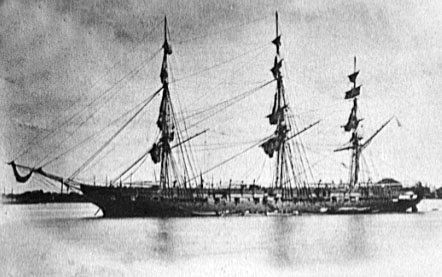
USSブルックリン、スクリュー推進スループ
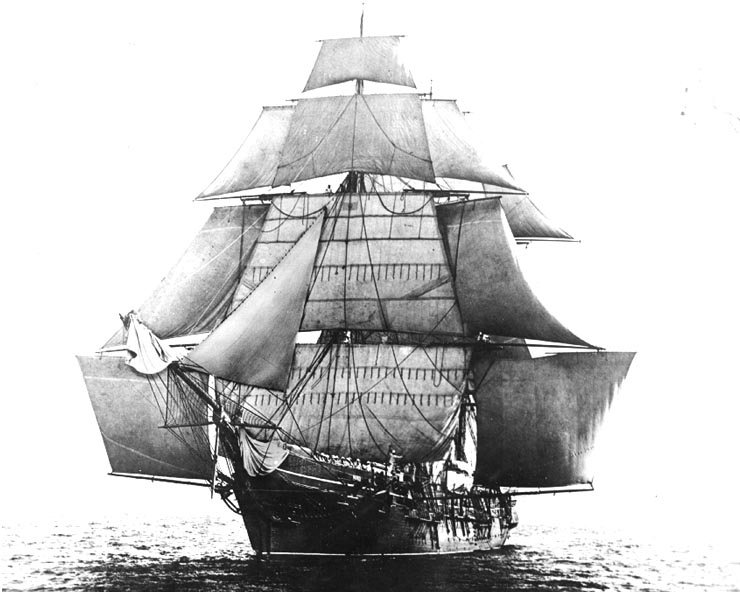
USSモノンガヘラ、スクリュー推進スループ
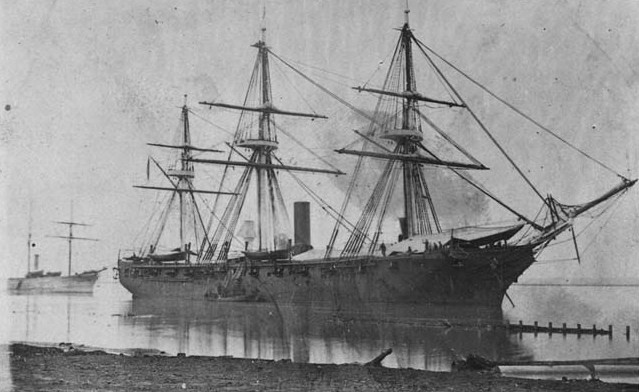
USSリッチモンド、スクリュー推進スループ
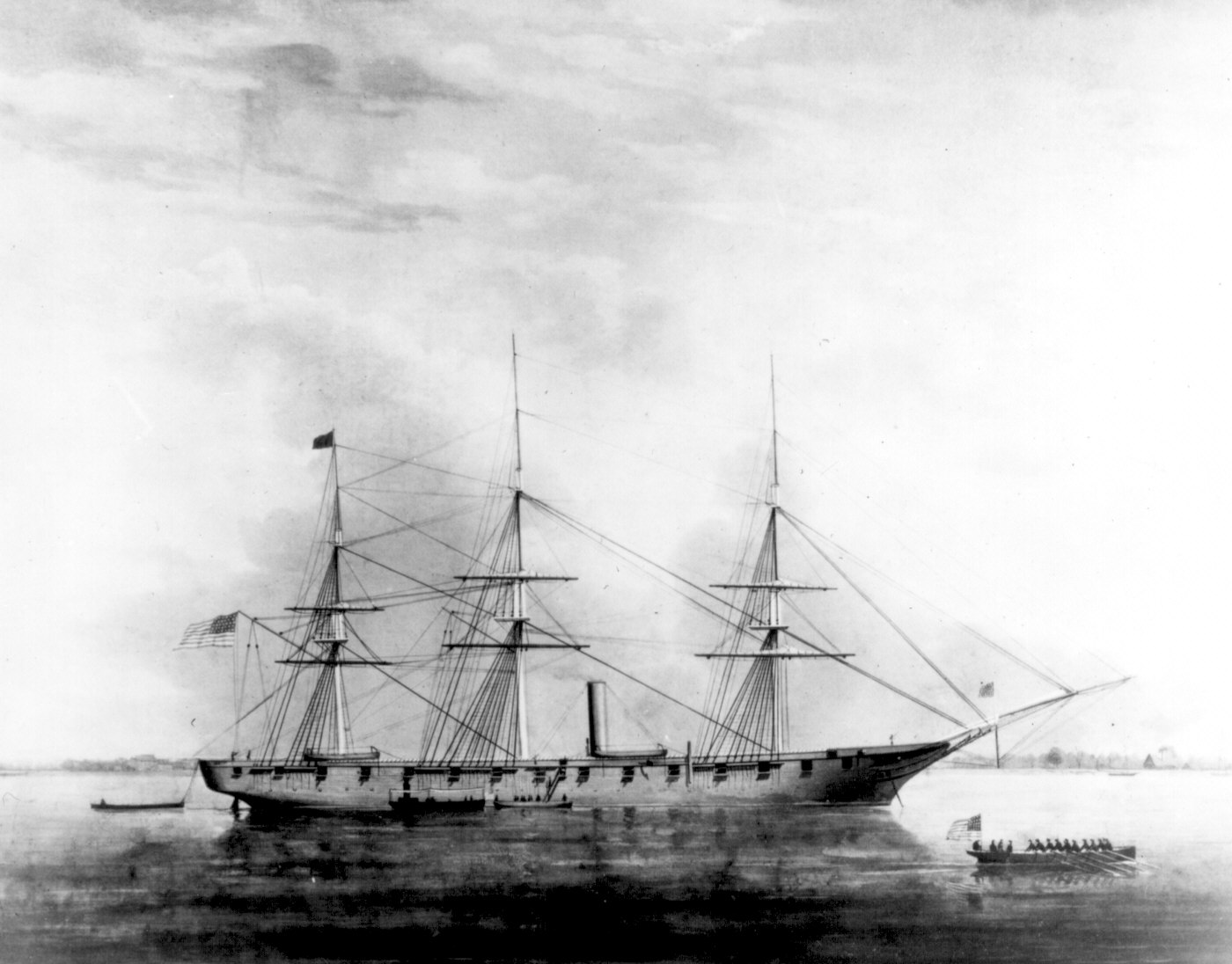
USSハートフォード、2900トン、スクリュー推進スループ、ファラガットの旗艦
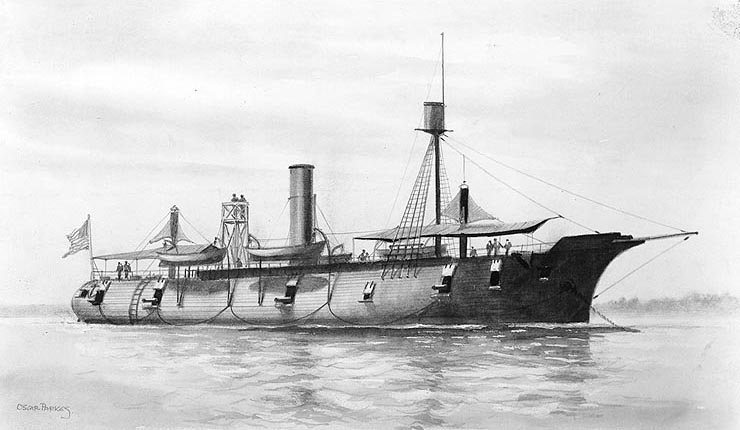
USSガリーナ、950トン、砲艦、スクリュー推進蒸気船
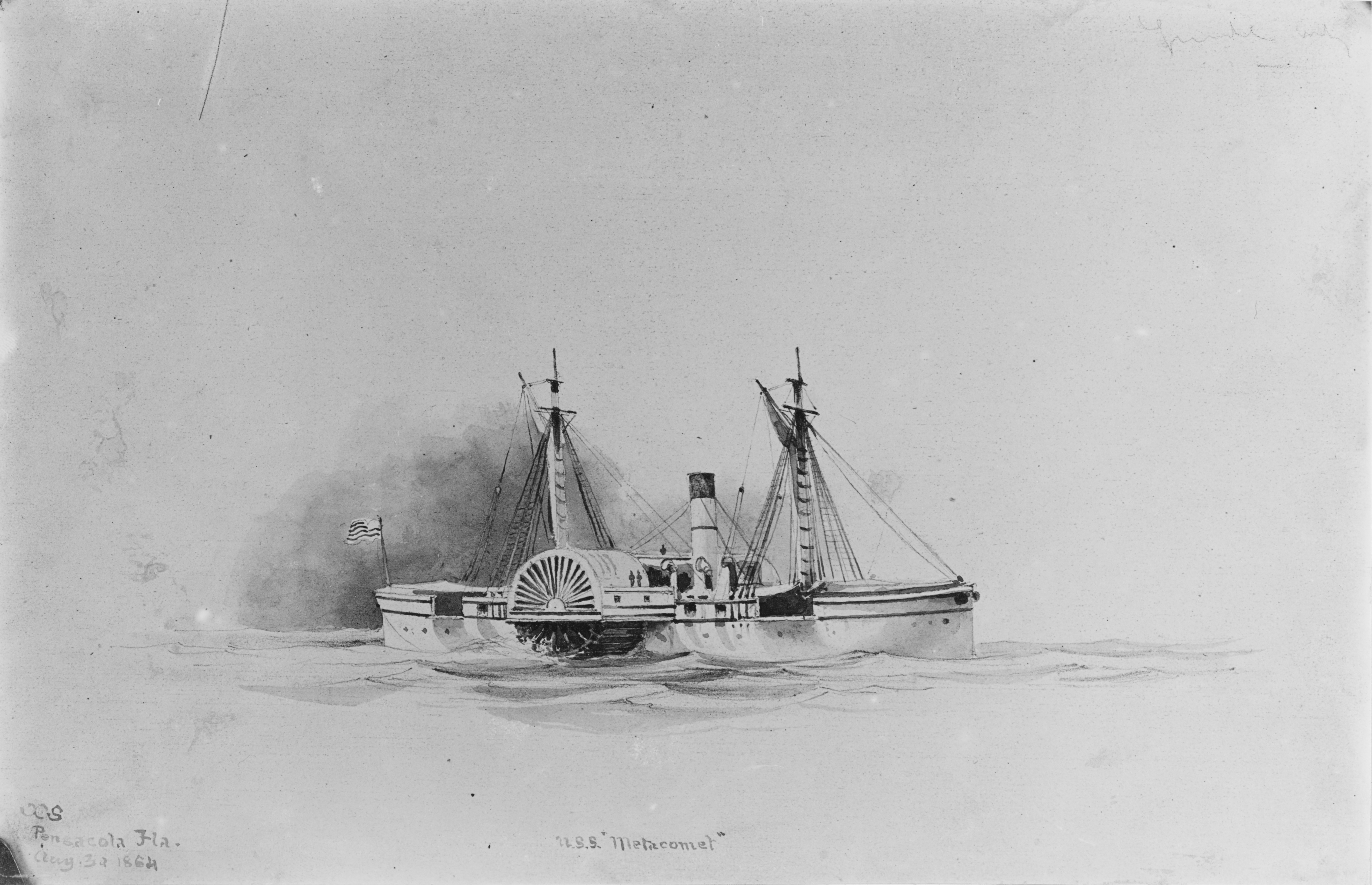
USSメタコメット、1173トン、サソーカス級両頭船、蒸気砲艦
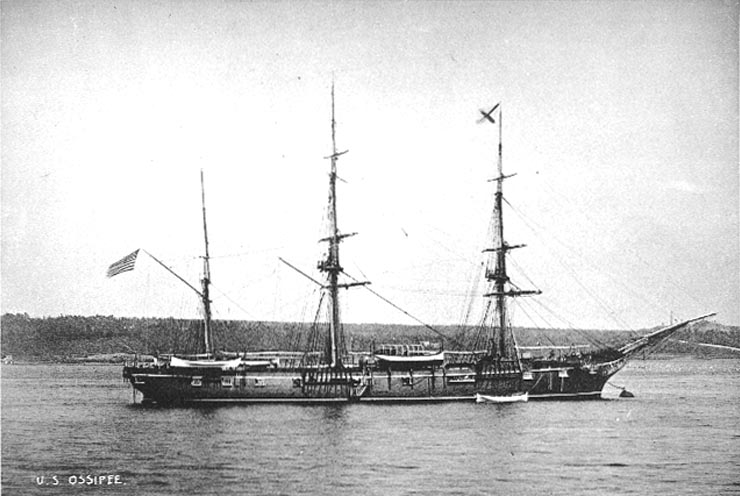
USSオシピー、1240トン、蒸気スクリュー推進スループ

- USSイタスカ、砲艦
- USSケネベック、砲艦
- USSオナイダ、スクリュー推進スループ
- USSセミノール、スクリュー推進スループ
- USSオクトララ、981トン、両頭船、側外車砲艦
- USSラッカワナ、1240トン、蒸気スクリュー推進スループ・オブ・ウォー
- USSポートロイヤル、両頭船、側外車砲艦

鉄装甲モニター艦4隻

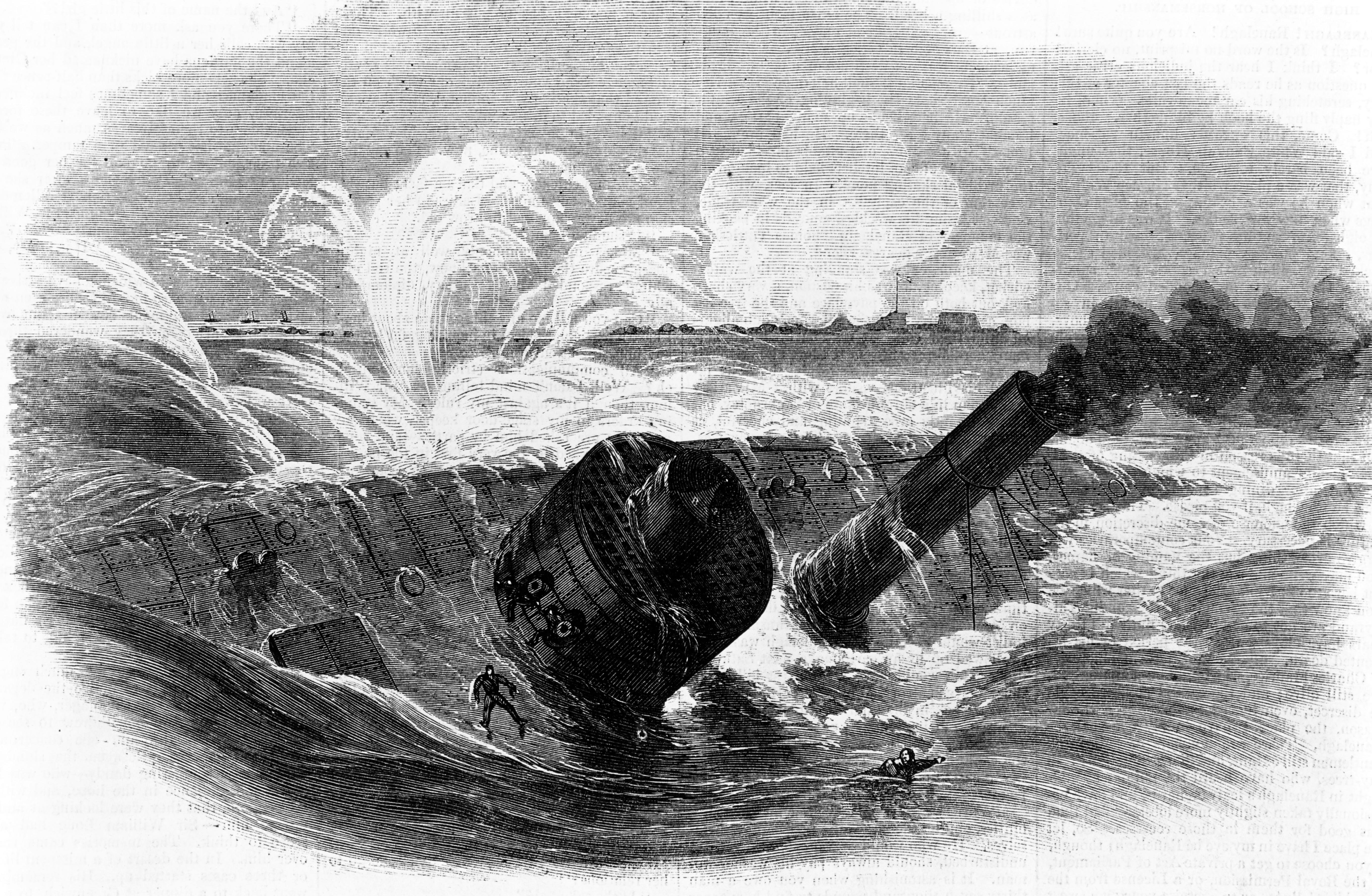
USSテクムセ、2100トン、キャノニカス級モニター艦、機雷で沈没
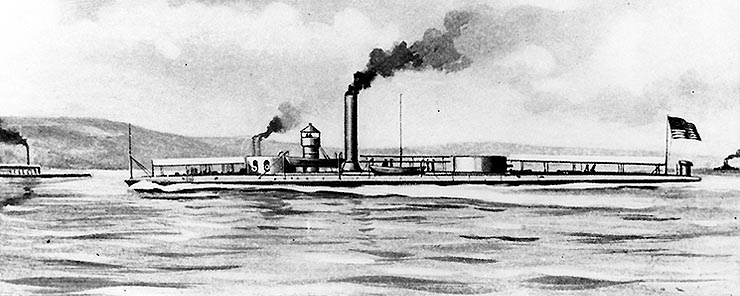
USSチカソー、1300トン、ミルウォーキー級鉄装甲川用モニター艦、砲塔2基
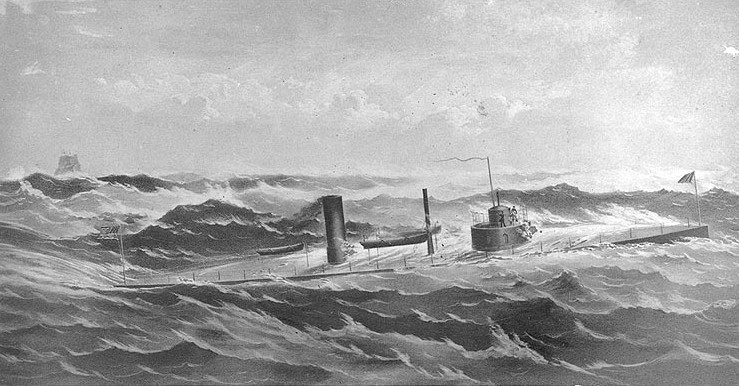
USSマンハッタン、2100-ton 、キャノニカス級モニター艦

- USSウィニベイゴ、1300トン、ミルウォーキー級鉄装甲川用モニター艦、砲塔2基

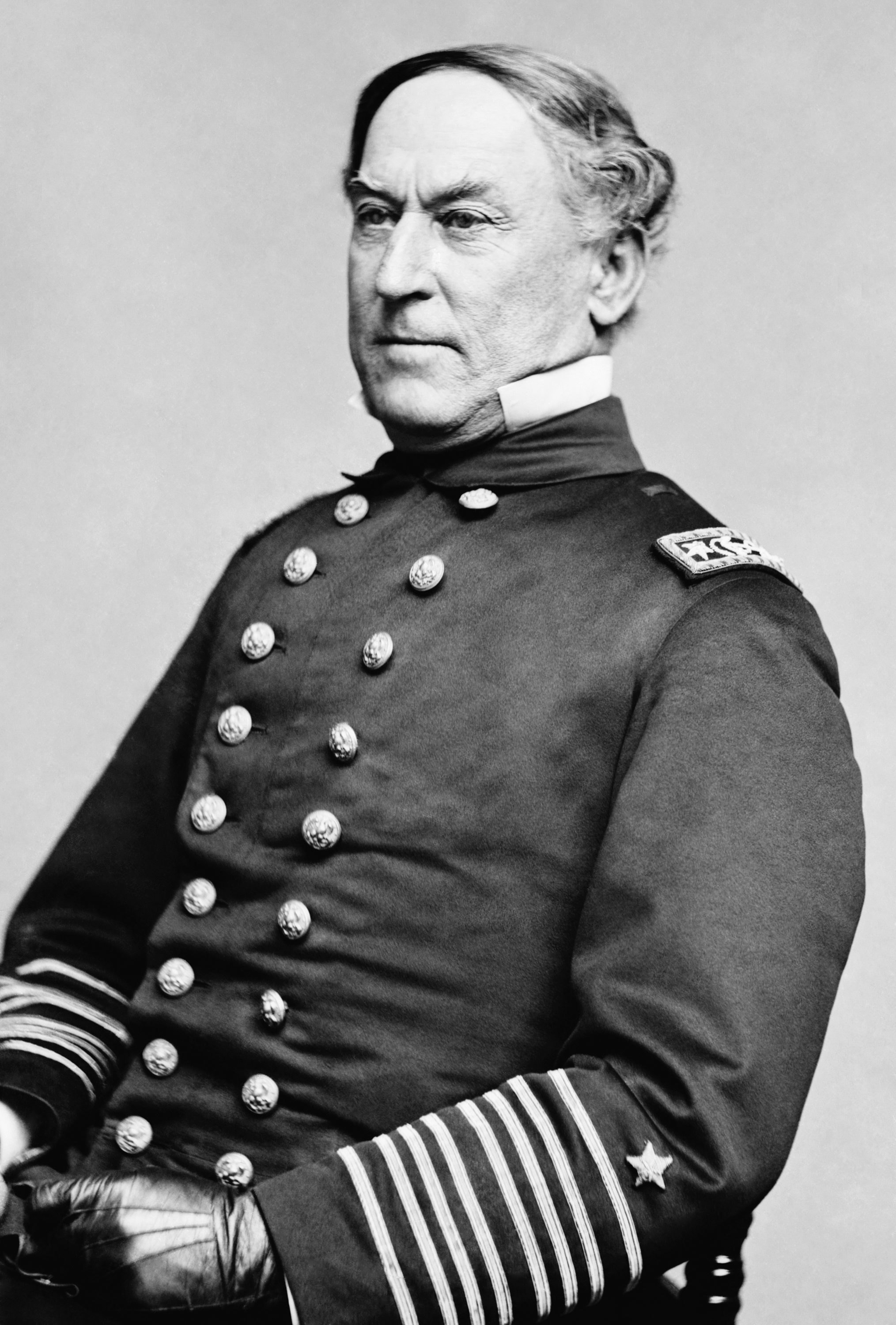
デヴィッド・ファラガット、当時は少将

モービル湾で北軍艦隊を率いたのはデヴィッド・ファラガット少将だった。アメリカ海軍はこの戦争の2年目に組織の変更を行い、その1つが少将の位を創設したことだった。この新しい階級は、海軍の艦船が艦隊の一員として配属されるのであり、単に共通目的を持った艦船の集まりではなくなったことを意味していた。
この攻撃艦隊を構成する艦船には幾つか特徴があった。艦船の幾隻かは戦争が始まったときに存在すらしていなかった。選別された18艦の中で、8艦は昔から木造船殻の艦であり、その舷側に多くの大砲を搭載していた。そのうちの4艦、すなわちUSSハートフォード、USSブルックリン、USSリッチモンド、USSオナイダは戦争の始まりから西メキシコ湾封鎖戦隊に属しており、ミシシッピ川での戦闘に参加してきた。USSケネベックとUSSイタスカという小さな砲艦2隻もニューオーリンズ占領以来ファラガットに従ってきていた 。
USSガリーナはこのとき他の艦と同様な外観だったが、元は実験的装甲艦として始まっていた。その装甲が助けになるよりも邪魔になることが分かり、外されていた。USSオクトララ、USSメタコメット、USSポートロイヤルの3艦は両頭船であり、内陸河川の曲がりくねった水路を航行するために戦中に開発された。最後の4艦が新しい海軍の代表である鉄装甲モニター艦だった。このうちUSSマンハッタンとUSSテクムセは最初のUSSモニターを改良したものであり、単一の砲塔に2門の大砲があった。USSチカソーとUSSウィニベイゴの2艦は喫水の浅い川用のもので砲塔が2基あった。それぞれ大砲を4門搭載したが、マンハッタンなどとくらべて小口径のものだった。

#### 陸軍
モービル湾陸戦隊、ゴードン・グレンジャー少将指揮
- クラーク旅団、ジョージ・ワシントン・クラーク大佐
- 第2旅団、ヘンリー・バートラム大佐
- 第3旅団（第19軍団第2師団）、ジョシュア・J・グッピー大佐
- 工兵旅団（アフリカ軍団）、ジョージ・D・ロビンソン大佐
- 工兵旅団（第19軍団）、ジョセフ・ベイリー名誉准将
- 砲兵隊（第19軍団）、リチャード・アーノルド准将

南軍の砦を占領し保持するためには陸軍の協力が必要だった。西ミシシッピ軍管区を指揮しており、ファラガットがモービル攻撃の作戦で協働しようとしていたのは、経験のあるエドワード・リチャード・スプリッグ・キャンビー少将だった。軍管区の他の部隊から5,000名を調達すれば、モーガン砦の背後に上陸してモービル市との連絡を絶つことができると計算していた。しかし、その計画は縮小された。陸軍総司令官のユリシーズ・グラント将軍が、当時重要な段階に差し掛かっていたバージニアの戦線に送るべく部隊に緊急招集を掛けたからだった。
キャンビーは2,000名を超えては動員できないと考え、それでは大きな砦を攻めるには十分でなかったが、ドーフィン島の砦ならば占領でき、それによって湾内の艦隊やメキシコ湾の支援部隊との接触を保てると考えた。キャンビーとファラガットはモービル市を脅かすことはできないかもしれないが、モービル湾下流を支配することで封鎖艦隊の利用には大きな方便となるので、攻撃作戦を止めるべきではないと判断した。
艦隊と上陸部隊の通信が必要となるので、キャンビーはその信号部隊の兵士をファラガットの攻撃部隊の主要艦船に配置することを提案した。ファラガットはこの提案を了承した。この一時的に任務の異なる兵士を混ぜ合わせることが、戦闘中に極めて有用であることが分かった。
1864年8月3日、ゲインズ砦包囲戦に備えて、1,500名が砦の西約15マイル (24 km) で、ファラガット戦隊の1艦から保護されながら上陸した。この部隊はイリノイ第77志願歩兵連隊、アイオワ第34志願歩兵連隊、オハイオ第96連隊から抽出した歩兵部隊であり、またメリーランド第3志願騎兵連隊からの騎兵もいた。ゴードン・グレンジャー少将がこの分遣隊の総指揮官となり、8月4日夕方まで行軍して、ゲインズ砦から半マイル (800 m) 足らずの位置に塹壕を掘り、散兵線を形成した。

## 海戦と包囲戦

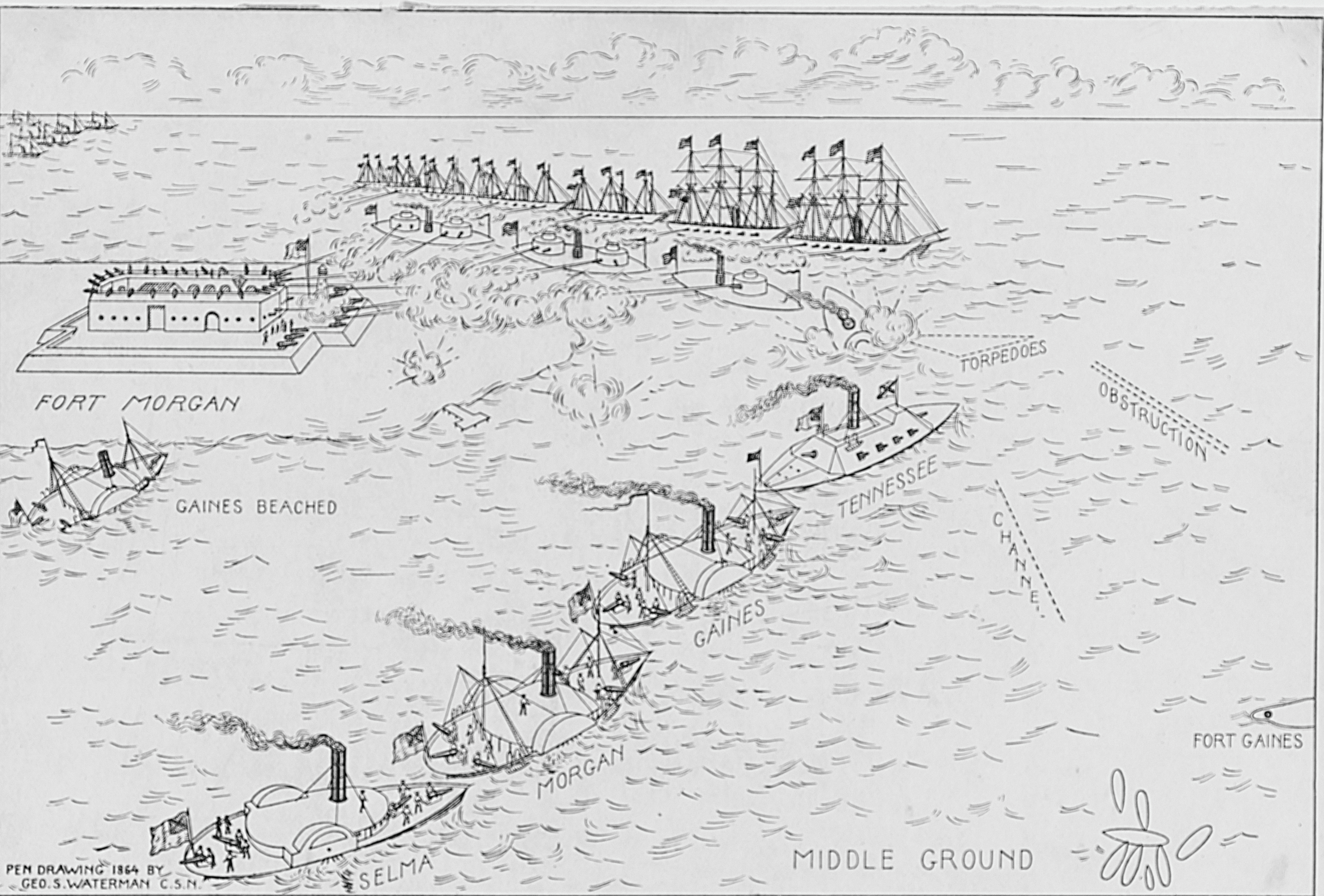
戦闘のスケッチ、1864年8月5日

ゴードン・グレンジャー少将指揮下の上陸部隊は8月3日に攻撃開始できる状態だったが、ファラガットは4番目の装甲艦であるUSSテクムセの到着を待とうとした。USSテクムセはすぐにも到着する予定だったが、ペンサコーラ出港で遅れていた。ファラガットは装甲艦3艦と陸軍だけで進行する決断をするところだった。陸軍は海軍の意図を誤解したままドーフィン島の岸に揚がっていた。艦隊はまだ動き出す準備ができていなかったので、守備隊はゲインズ砦に援軍を走らせることができた。戦闘が終わった後で、ファラガットはこの遅れが実際には北軍に有利に働いたと判断した。この援軍はそれほど大きなものではなかったので、戦闘にさほど影響を与えず、降伏した中に含まれることになったからだった。
陸軍が上陸する中、遅ればせながらテクムセが到着し、ファラガットはその艦隊の最終的な配置を決めた。木造船殻の艦14艦は2艦ずつロープで結ばれた。これはルイジアナ州ポートハドソンでファラガットが使った戦術の再現だった。その意図は、もし1艦が機関に損傷を受けて動けなくなったとしても、他方がそのまま引いて行けるというものだった。
装甲艦が1列縦隊をなし、海峡の右側、モーガン砦に近い方を通って湾に入ることとされた。その他の艦船は別に2列縦隊を形成し、装甲艦の左舷側を通り、砦からの攻撃から装甲艦が遮蔽となって守ってもらうものとしていた。南軍の艦隊が予想通り現れたときは、装甲艦が南軍の装甲艦CSSテネシーの攻撃に動き、残りの艦は足の速い砲艦と戦うこととされていた。

### 砦下の通過

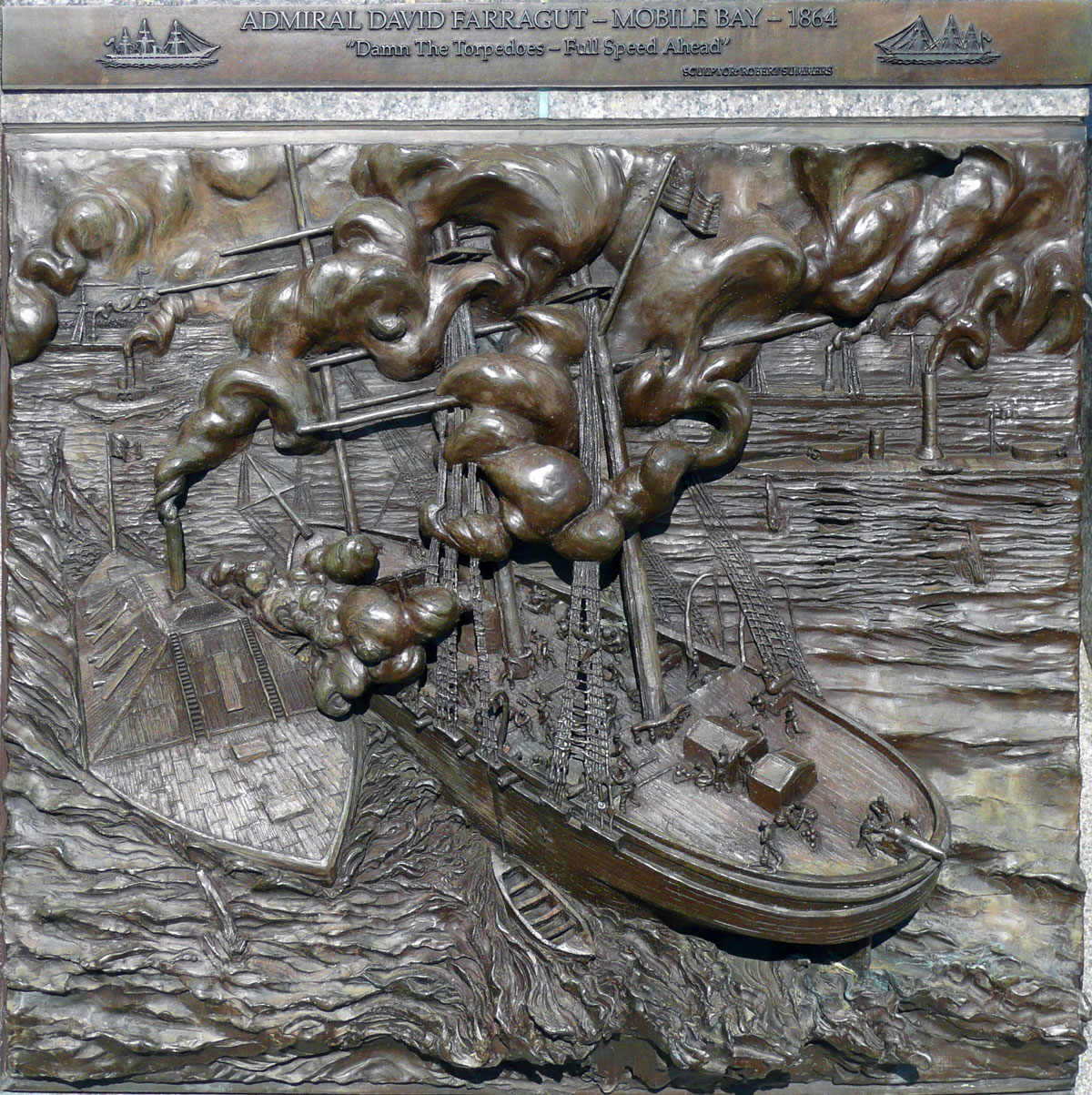
ワシントンD.C.のアメリカ海軍記念館にあるこの海戦の記念銘板

8月5日夜明け、条件は攻撃のために理想的に近いものとなった。潮流が湾内に入る方向だったので、ファラガットは蒸気圧を減らさせ、ボイラーが損傷を受けた場合の被害を最小にしようとした。速度は潮流に任せることにした。南西の微風があり、艦隊の大砲から出る煙をモーガン砦の砲兵の正面に吹き寄せる状態だった。装甲艦テクムセを先頭にマンハッタン、ウィニベイゴ、チカソーが続き、艦隊は砦に接近した。

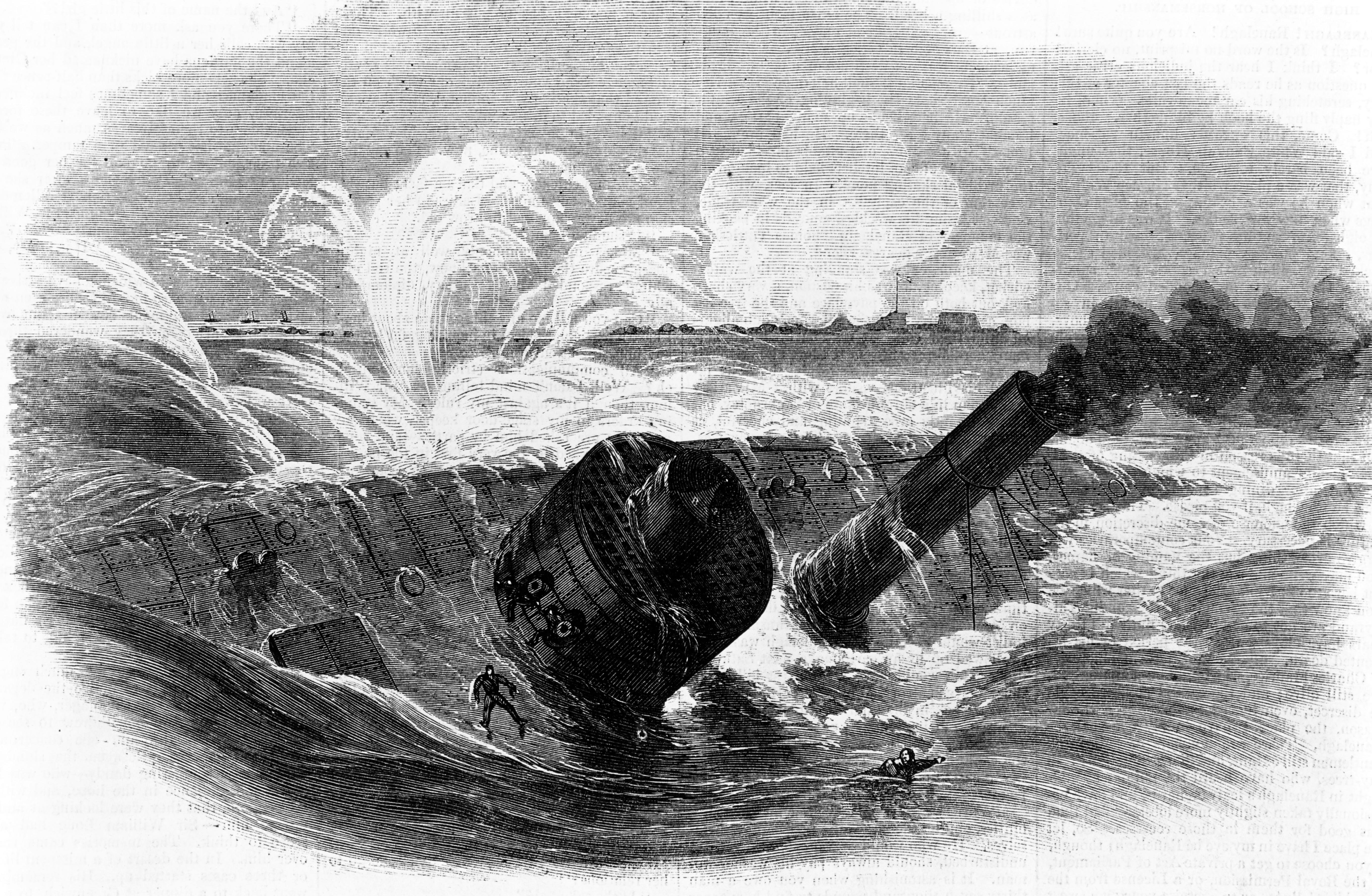
テクムセの沈没

第2列の先頭はブルックリンであり、オクタララと繋索されていた。ブルックリンは前向きに砲撃できる前面砲を4門搭載しており、他の大型艦船は2門だけだったので、ブルックリンが先頭に立った。さらにファラガットがその報告書で「排障器」と呼んだ機雷を排除する装置を取り付けてもいた。それに続くのはハートフォードと'メタコメット、リッチモンドとポートロイヤル、ラッカワナとセミノール、モノンガヘラとケネベック、オシピーとイタスカ、オナイダとガリーナという組み合わせだった。
南軍の艦船は攻撃の用意ができており、機雷原を北軍艦隊が通過するのを阻止できる位置に動いた。午前6時47分、テクムセが最初の砲弾を放ち、砦がこれに応えて戦闘が始まった。ブルックリンを除く第2列の艦船は南軍艦船の砲撃に対抗できなかったので、砦への砲撃に集中した。おそらく砦からの砲撃が鎮圧されたので、北軍艦隊が受けた損傷の大半は南軍艦船からのものだった。
戦闘開始から間もなく、テクムセが砦の下を過ぎ、テネシーに向かった。明らかにそれが受けていた命令の一部に従ったものだった。艦長のチュニス・A・M・クレイブン海軍中佐は、機雷原の東に留まるよう指示を受けていたのを無視したか忘れており、直接機雷原を横切る方向に持って行った。ほぼその直後に機雷がテクムセ船殻下で爆発し、艦は浸水し、2、3分の内に沈んだ。114人の乗組員のうち21人のみが救助された。クレイブンも助からなかった方に含まれており、その決断について言い訳する機会が無かった 。
ブルックリン艦長のジェイムズ・アルデン海軍大佐は明らかに矛盾する命令に混乱していた。命令は装甲艦の左舷に留まり、また機雷原の右手に留まることになっており、右舷の装甲艦が無くなった今は矛盾が生じていた。アルデンは自艦を停船させてファラガットに指示を求める信号を送った。ファラガットはその旗艦を停船させなかった。艦長のパーシバル・ドレイトンにブルックリンを回り込んでハートフォードを列の先頭につけるよう命じた。このことで、今テクムセを沈めたばかりの機雷原に進むことになったが、ファラガットは機雷の大半があまりに長く水中にあったので、機能しないという確信があった。その賭が成功し、14艦全体が無傷で機雷原を通り過ぎた。
テネシーは北軍艦船が通り過ぎるときに衝角攻撃を行うには速度が出なかった。ファラガットは艦隊の小さく速度の速い砲艦に南軍の砲艦3艦の攻撃を命じた。ハートフォードと繋いでいたロープを解いたメタコメットが敵艦のセルマを捕獲した。砲艦からの砲撃がゲインズに命中したので、海岸に座礁していなければ沈没したものと見られた。その後乗組員が火を付けて燃やした。モーガンは何の抵抗もできず、モーガン砦の大砲から保護される水域に逃亡した。次の夜に碇泊する北軍艦隊の横をすり抜けて、モービル市まで逃げていった。

### CSSテネシーとの対決
ファラガットはCSSテネシーがモーガン砦の大砲から保護される水域に行くと予想しており、その間に自艦を停めて湾中央で受けた損傷の具合を見ようと考えていたが、ブキャナンはただ1艦で北軍艦隊全艦に対抗することを決断した。2年前のハンプトン・ローズの海戦では衝角攻撃に成功していたので、それを繰り返すつもりだった可能性がある。ブキャナン自身はその決断について説明しなかった。
このときテネシーが面している艦船は動いており、1艦ではなく3艦の装甲艦と戦う必要があった。テネシーの速度が敵艦よりも鈍かったのでむしろ衝角攻撃の目標にされた。北軍艦船の数艦が衝角攻撃を試みた。そのうちの1艦モノンガヘラはそのために船首に鉄製の保護物を付けていた。しかしその衝角攻撃のどれもテネシーを傷つけられなかった。どの場合も攻撃した艦の損傷が大きかった。ファラガット艦隊からの砲弾はテネシーの装甲に跳ね返されたが、テネシーからの反撃も性能の劣った火薬と多くの失火のためにその効果が得られなかった。
最後は2艦の装甲艦が接近したときに形勢がはっきりしてきた。テネシーは既にほとんど動けなくなっていた。煙突が吹き飛ばされ、ボイラーの圧力を上げられなくなっていた。舵の鎖が外れて舵取りもできなかった。さらに砲門の扉の幾つかが壊され、その背後の大砲は使えなくなった。チカソーがテネシーの船尾につき、マンハッタンがその15インチ (38 cm) 砲で衝角を壊し始めた。砲弾が鉄の装甲を曲げ、背面のオーク材を破壊していた。
砲弾の破片で乗組員の何人かを殺し、また負傷させた。その犠牲者の中にはブキャナン提督自身も入っており、足に重傷を負っていた。もはや戦えなくなったテネシー艦長のジェイムズ・D・ジョンストン中佐は負傷したブキャナンに降伏の許可を求め了承された。テクムセが最初の砲弾を放ってから3時間以上が経過していた。

### パウェル砦とゲインズ砦
南軍艦隊の抵抗が無くなったので、ファラガットは砦に注意を戻すことができた。装甲艦チカソーを送ってパウェルに数発の砲弾を放たせ、続いてゲインズ砦に向かった陸軍の支援に向かわせた。どちらの砦も大した損失も損傷もなかったが、砲撃はそれらが後方から攻撃されたときに弱いことを明らかにするには十分だった。
パウェル砦ではウィリアムズ中佐がペイジ准将に指示を求めていた。ペイジの回答は曖昧なものであり気概のある部隊を扱うものであれば正当化されたかもしれないが、パウェル砦の兵士のように士気の落ちた部隊に発せられたときは悲惨なものだった。その命令は「もはや耐えられなくなれば守備兵を救え。できる限り長く死守しろ」となっていた。ウィリアムズ中佐は抵抗しても無益だと確信したので、大砲を釘止めにし、弾薬庫を爆破させた。ウィリアムズと守備兵は水中を歩いて本土に渡り、モービル市に向かった。
ゲインズ砦のアンダーソン大佐はすこし長く持ち堪えたが、より恐ろしい敵に直面することになった。グレンジャー隊の勢力は遙かに上回っており、守備隊の誰が見ても対抗できないものだった。北軍兵は砦まで十分近い所まで大砲を運んできており、しかもドーフィン島の砂丘の陰に隠れて自部隊は攻撃され難い位置にあった。ファラガットの艦隊が湾に入ってきた時に発砲した敵の大砲2門を手に入れ、それを反対に向かせることもできた。
北軍が砦を占領した後で、これを検査した工兵士官の判断では、「我々の（海陸の）攻撃に対して全く弱く効果的でない。その前面、側面、後面全てを相手にしなければならない。」としていた。事態が絶望的だと判断したアンダーソン大佐は休戦の旗の下に、グレンジャーやファラガットとの交渉を始めた。ペイジからは降伏することを禁じる命令を受けていたが、これを無視し、最終的に指揮官から降りて、8月8日に砦共々降伏した。

### モーガン砦の包囲戦

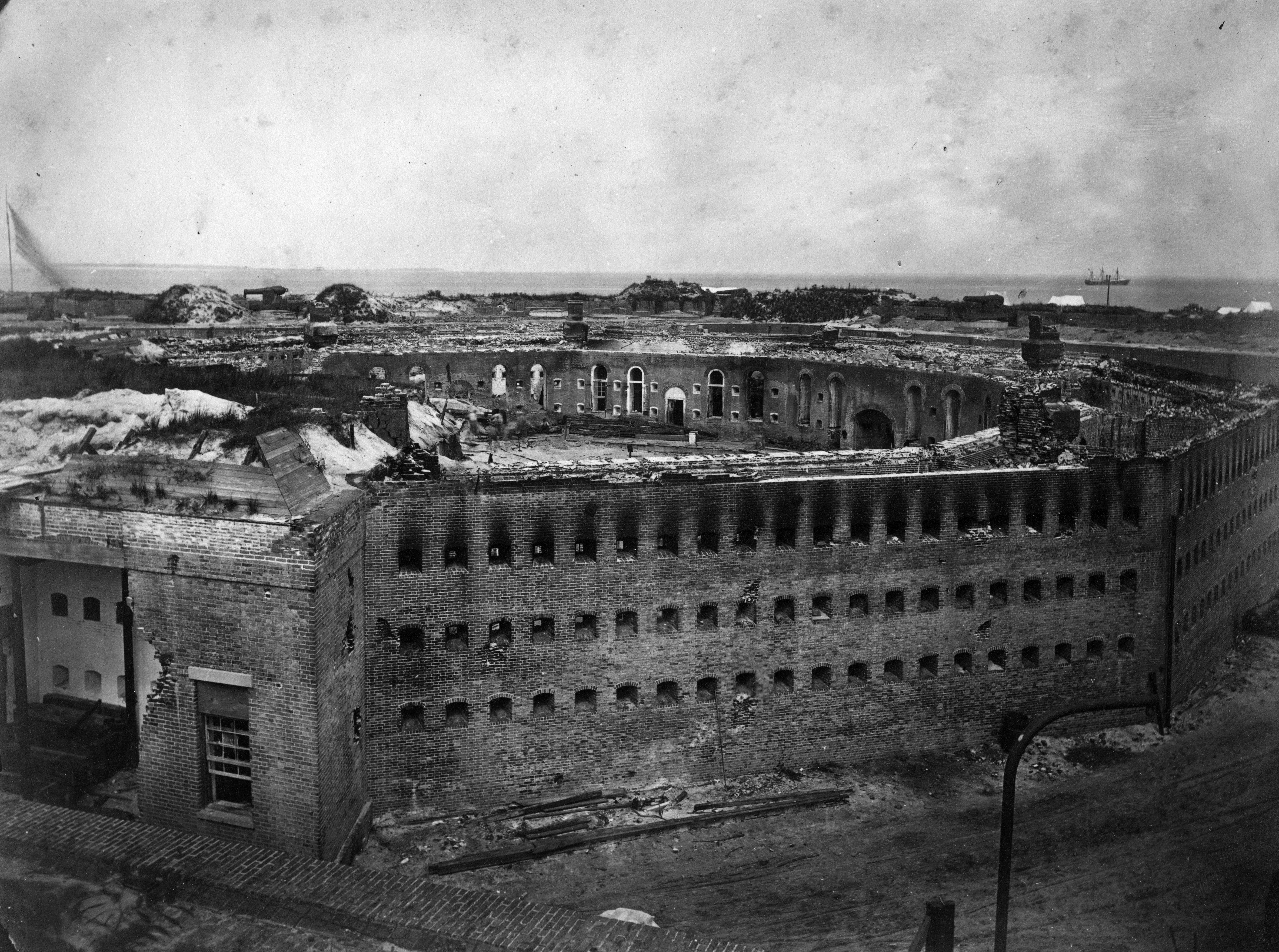
モーガン砦の城砦、モービル湾の海戦に続く降伏後に存在が分かった

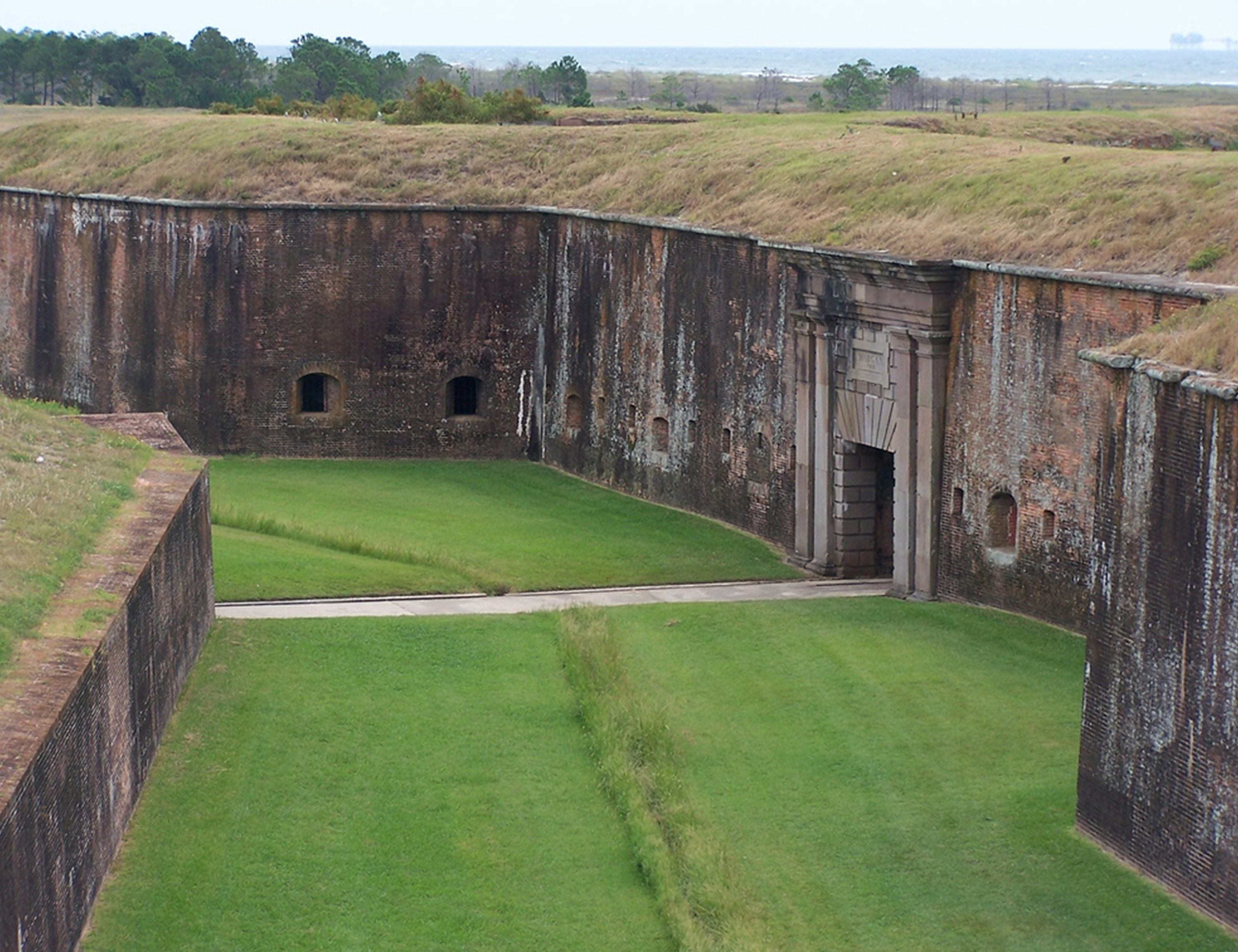
2008年のモーガン砦、城砦を再建せずに壊した、一部はエンディコット砲台になっている

ゲインズ砦が降伏してから間もなく、グレンジャーは部隊をドーフィン島からモーガン砦背後の本土に繋ぐ細い陸地に移した。モーガン砦の大砲射程に入らない約4マイル (6.4 km) 離れた地点に抵抗も無く上陸した。即座に砦の状態が調査され、モービル市との通信手段が全て遮断された。
グレンジャーは砦に対して通常の攻城法に取りかかった。すなわち塹壕あるいはその他の防御線を構築して対象に近付いていき、最後はその壁を破って突撃で奪うというものだった。最初の防御線は既にあった。砦の守備隊が準備していた塹壕線であり、何らかの理由で放棄されていた。砦から1,400ヤード (1,300 m) の位置にあり、少し遠かったが十分役には立った。さらに並行した防御線が大した障害も無く造られた。工作者は砂丘の陰で働くことができた。
この工作が進んでいる間に、ウィニベイゴ、チカソー、マンハッタンの装甲艦3艦が時折艦砲射撃を行っていた。これには8月5日に捕獲したテネシーが修繕され、USSテネシーと改名されて加わった。この期間の進行に最も障害になったのは天候だった。8月20日の防風が暫くの間作業を停め、低地には水溜まりができた。8月22日には攻城用迫撃砲16門、様々な大きさの大砲18門、および艦隊から砦が1日中砲撃された。装甲艦とテネシーは短い射程から、その他の艦は遠い射程から発砲した。
砦の中ではペイジ准将が、砲撃によって火薬庫が危険に曝されることを怖れていた。そこには8万ポンド (36 トン）の火薬があった。この危険性を避けるために火薬を持ち出し、水に浸けさせた。その夜城砦の木枠が火事になって火薬庫が本当に危険な状態になった。この火事で砲撃の精度を増させ、大変な努力で消し止められた。
8月23日、ペイジはこれ以上の抵抗が無益だと考え、残っていた大砲を釘止めさせ、あるいはできるだけ破壊するよう命じた。午前6時、白旗を揚げるよう命令し、包囲戦は終わった。

## 逸話

### 索具に体を縛り付けたファラガット
この戦闘に関する逸話は幾らか劇的なものがある。例えば、ファラガットはモーガン砦下を通過するときに、自身の体をマストに縛り付けた。そのイメージが伝えるものは絶対的な決断である。戦闘中にその乗艦が沈み始めたならば、自身も共に海中に入ったことになる。しかし事実はもっと平凡なものである。ファラガットは実際にメインマストの索具に自身を縛り付けたが、挑戦というよりも警戒のための行動だった。この行動は戦闘が始まり、大砲の硝煙があたりに漂ったときに起こった。ファラガットは戦闘の様子をもっと良く見るためにハートフォードの索具に昇り、間もなく墜落すれば不具になるか死んでしまうような高さまで来た。これを見たドレイトン艦長が水夫にロープを持たせて提督の体を縛り付けさせた。ファラガットは「気にするな、大丈夫だ」と行って抵抗したが、水夫は艦長の命令に従い、ロープの一端を前の横静索に縛り、それを提督の体に巻き付け、他の一端を後の横静索に結んだ。
後にCSSテネシーが北軍艦隊に単独攻撃を挑んだとき、ファラガットは後檣索具に昇った。ドレイトン艦長はこのときもその安全性が気になり、艦隊副指揮官のJ・クリッテンデン・ワトソンに再度ファラガットを縛り付けさせた。ファラガットはこの戦闘中に索具に2度縛られたことになった。

### 機雷がなんだ

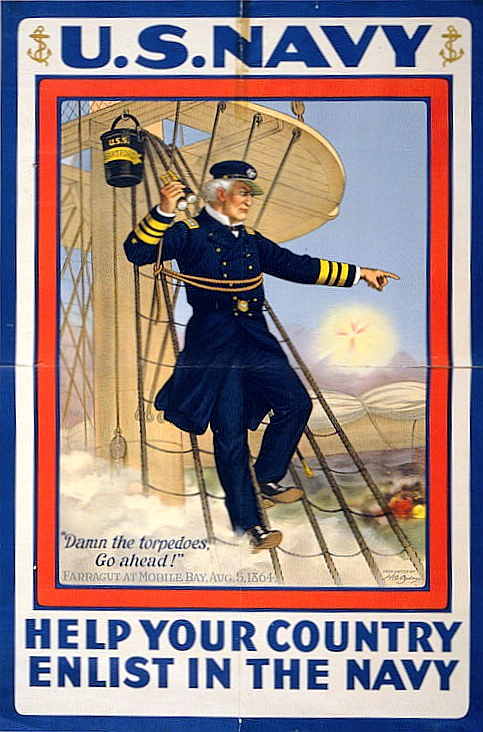
第一次世界大戦で兵役徴募を呼びかけるポスター、モービル湾のデヴィッド・ファラガットを登場させた

（訳注：米語には本海戦に因む"Damn the torpedoes, full speed ahead"という地口がある。「機雷が何だ、全速前進」つまり"リスクに構わず全力で進め"という程度の意味だが、以下の記述はその由来を説明している。なお、torpedoは現代では魚雷を意味するが、この海戦の当時は機雷を指した）
本海戦の最も有名な逸話として次のものがある。テクムセが前を横切ったためにブルックリンが減速したところ、ファラガットは何故前進しないのかと尋ねた。これに対し進路に機雷があると答えたところ、ファラガットは「機雷がなんだ」と言ったというのである。この話が初めて出版物に現れたのは海戦から何年か後のことなので、一部の歴史家は実話かどうか疑っている。
伝承には何通りかあるが、中にはありそうにないものもある。最も広まった話はブルックリンに向かって「機雷がなんだ! 前進!」と叫んだというものだが、現場に居た人々によれば、大砲の騒音の中でそのような会話が聞こえたか疑わしいという。もっとありそうな話としては、もし事実とすれば、ハートフォードの艦長に「機雷がなんだ。鐘4打だ、ドレイトン艦長」と言ったというものである。その後ファラガットはハートフォードの舷側に繋留されたメタコメットの艦長に向かい「前進だ、ジュエット、全速だ」と叫んだ。これらの言葉が時を経て変化し「機雷がなんだ、全速前進」という今日良く知られる形になった。

### 陸軍の信号
この戦闘の前まで陸軍と海軍は全く異なる信号方式を採っていた。海軍は色付の旗で通信文を分割送信してから解読するという面倒な方式であり、陸軍はアルバート・J・マイアー大佐が最近開発した遙かに単純なウィグワグと呼ばれる手旗信号を実験していた。艦隊がモービル湾で安全を確保した後で岸にいる陸軍と通信する目的で、設立間もない信号司令部から陸軍の信号兵が派出され、ファラガット艦隊の主要艦船に乗り組んだ。この信号兵は必要とされるまで邪魔にならないよう待機することになっており、例えばハートフォードでは軍医の助手として甲板の下に配置された。
ブルックリンがテクムセと機雷原の困難に遭遇したとき、ブルックリンのアベリー艦長は命令の明確化に関して海軍信号の伝達速度に不満を覚え、陸軍の信号兵に頼んで質問を旗艦に送らせた。これを受信するためハートフォード側でも陸軍兵が甲板に呼び出され、以後戦いが終わるまでそこに留まった。彼らの貢献は後にファラガットから感謝された。

### ペイジ准将の軍法会議
モーガン砦が降伏した後、北軍はそこの大砲が全て釘止めされており、砲架や物資が破壊されていることが分かった。その損傷の多くは白旗が揚げられている間に成されたと考える者がいた。それは当時理解されていた戦争のルールに違背するものだった。この信念が強かったキャンビー少将は正式な告発を行い、ペイジはニューオーリンズで裁判に掛けられ、3人の委員会が告発内容を検討した。その証拠を照査した裁判所は告発された内容でペイジが無罪だと判断した。

## 戦闘の要約
モービル湾の海戦は南北戦争における陸軍の標準からはそれほど流血の多いものでは無かったが、海軍の標準からはそうだった。少なくともニューオーリンズのジャクソン砦およびセントフィリップ砦の戦いや、ハンプトン・ローズの海戦よりは流血の少ないものだった。北軍艦隊は150名が戦死し、170名が負傷した。一方南軍は12名が戦死し、19名が負傷しただけだった。北軍の陸軍は損失が非常に軽かった。モーガン砦包囲戦では1名のみが戦死し、7名が負傷した。南軍の損失は明白になっていないが、僅かに多い程度と考えられている。
モービル市の近くに北軍が居続けることで南軍最後の絶望的な作戦に影響した。モーリーは自軍に対抗する勢力が攻撃には不向きだと理解したが、モービル市を失うことになれば、大衆の士気に大きな打撃となるので、大砲や予備部隊を他の任務支援に送ろうとはしなかった。
このことは、当時アトランタ方面作戦を実行中の北軍ウィリアム・シャーマン少将にとって特に重要だった。モービル市がまだ征服されずに残っているので、ファラガットの勝利の意義は北部の世論にそれほどの影響を与えていなかった。時が過ぎて、その後の北軍による勝利が加わると、戦争は終息に向かっており、この戦闘の意義が大きくなっていった。
アトランタが陥落すると、歴史家ジェイムズ・M・マクファーソンの言葉では、「モービル湾の勝利を思い返し、致命的なワンツー・パンチの最初の打撃として突然新たな重要性を帯びてきた」としている。北部の暗雲が晴れ、戦争継続の住民投票と見なされていたエイブラハム・リンカーン大統領の再選を確かなものにした。
モーガン砦を占領してモービル湾下流に対する作戦は完了した。キャンビーとファラガットは既にドーフィン島に上陸する前に、モービル市を攻撃できる戦力は持っていないと判断していた。さらにテネシーを下流まで持ってくるために苦心したドッグ川砂州があり、ファラガット艦隊が上流に行くことを妨げていた。実際にモービル市が陸海協働攻撃に屈したのは1865年4月のことであり、このときファラガットはヘンリー・K・サッチャー少将と交替していた。モービル市は戦争の最後の日々に陥落した。
南北戦争期の戦闘とその後の経過で多くの難船が湾の中に今でも残っている。例えば、アメリカンダイバー、CSSゲインズ、CSSハンツビル、USSフィリッピ、CSSフェニックス、USSランドルフ、USSテクムセ、CSSタスカルーサである。